# Rumba catalana
Rumba catalana (IPA: [ˈrumbə kətəˈɫanə]) là một loại nhạc mà phát triển ở cộng đồng người du mục ở Barcelona vào khoảng đầu thập niên 1950. Âm điệu nó phát xuất từ flamenco rumba, thêm ảnh hưởng của nhạc Cuba và rock and roll.